# Janusz Bochenek
Janusz Bochenek (ur. 1973) – polski podróżnik i polarnik.
Jest laureatem prestiżowej nagrody podróżniczej Kolos, którą otrzymał w marcu 2001 roku w kategorii „Wyczyn Roku” za samotne zimowe, jako pierwszy człowiek na świecie, przejście w 2000 roku wzdłuż linii brzegowej Jeziora Bajkał; w ciągu 63 dni pokonał 1270 km w temperaturach przekraczających 40 stopni mrozu, ciągnąc sanie z ważącym ponad 100 kg wyposażeniem.
W 2001 roku jako pierwszy Polak samotnie spłynął po drugiej co do prędkości nurtu rzece w Rosji – Indygirce, pokonując ponad 1000 km w niewielkim pontonie. W 2002 roku samotnie obszedł Jezioro Chubsuguł w Mongolii; 400-kilometrowy dystans podróżnik pokonał w 18 dni.
W styczniu 2006 roku wyruszył na wyprawę, której celem było samotne przejście ponad 1200 kilometrów syberyjską rzeką Janą do jej ujścia, gdzie łączy się z Oceanem Lodowatym. Wyprawa ta zakończyła się w najtrudniejszej fazie. Temperatura spadająca w nocy poniżej 54 stopni uniemożliwiła polarnikowi kontynuację wędrówki.